# Adrian Barbullushi
Adrian Barbullushi (* 12. Dezember 1968) ist ein ehemaliger albanischer Fußballspieler.

## Karriere

### Verein
Barbullushi begann seine Laufbahn 1990 beim albanischen Verein KS Vllaznia Shkodra, für den er bis 1991 spielte und in 38 Ligaspielen sieben Tore erzielte. Anschließend wechselte er 1991 zum griechischen Verein Egaleo AO Athen. Von 1992 bis 1995 stand er bei Ionikos Nikea unter Vertrag und absolvierte dort 15 Ligaspiele.

### Nationalmannschaft
Zwischen 1990 und 1992 bestritt Barbullushi fünf Länderspiele für die albanische Nationalmannschaft. Sein Debüt gab er im September 1990 in einem Freundschaftsspiel gegen Griechenland. Sein letztes Länderspiel absolvierte er im April 1992 während der Qualifikation zur Weltmeisterschaft gegen Spanien.